# Laonice foliata
Laonice foliata är en ringmaskart som först beskrevs av Moore 1923.  Laonice foliata ingår i släktet Laonice och familjen Spionidae. Inga underarter finns listade i Catalogue of Life.